# Bernard F. Reilly
Bernard F. Reilly (Audubon, 1925-Broomall, 2021) fue un profesor, historiador y medievalista estadounidense.

## Biografía
Estadounidense, nació el 8 de junio de 1925 en Audubon (Nueva Jersey). Falleció el 11 de diciembre de 2021 en Broomall (Pensilvania).
Fue autor de títulos como The Kingdom of León-Castilla under Queen Urraca 1109–1126 (Princeton University Press, 1982), The Kingdom of León-Castilla under King Alfonso VI, 1065–1109 (Princeton University Press, 1988), The contest of Christian and Muslim Spain 1031–1157 (Blackwell, 1992), The Medieval Spains (Cambridge University Press, 1993) y The Kingdom of León-Castilla under King Alfonso VII 1126–1157 (University of Pennsylvania Press, 1998), entre otros. También fue editor de Santiago, Saint-Denis, and Saint Peter. The reception of the Roman liturgy in León-Castile in 1080 (Fordham University Press, 1985).